# Elayne Angel
Elayne Angel, pseudonimo di Elayne Steinberg (Los Angeles, 6 agosto 1960), è una piercer e imprenditrice statunitense.
È considerata uno dei pionieri del piercing e delle modificazioni corporee statunitense fin dagli anni ottanta e conseguentemente al suo assurgere a moda mainstream negli anni novanta del XX secolo, unitamente a personaggi come Fakir Musafar, Mr. Sebastian, Richard Simonton e Jim Ward. È inoltre autrice di una guida al piercing intitolata The Piercing Bible, pubblicata nel 2009 dalla Crossing Press, ristampata nel 2021 dalla Ten Speed Press in una riedizione riveduta, aggiornata e ampliata assieme a Jef Saunders.
Elayne Angel ha ottenuto molta visibilità nella comunità del piercing e del tatuaggio grazie a una foto non accreditata scattata da Sheree Rose, che ritrae il tatuaggio sulla sua schiena che raffigura delle ali d'angelo, al tempo ancora incomplete, nella fondamentale pubblicazione Modern Primitives del 1989.

## Biografia

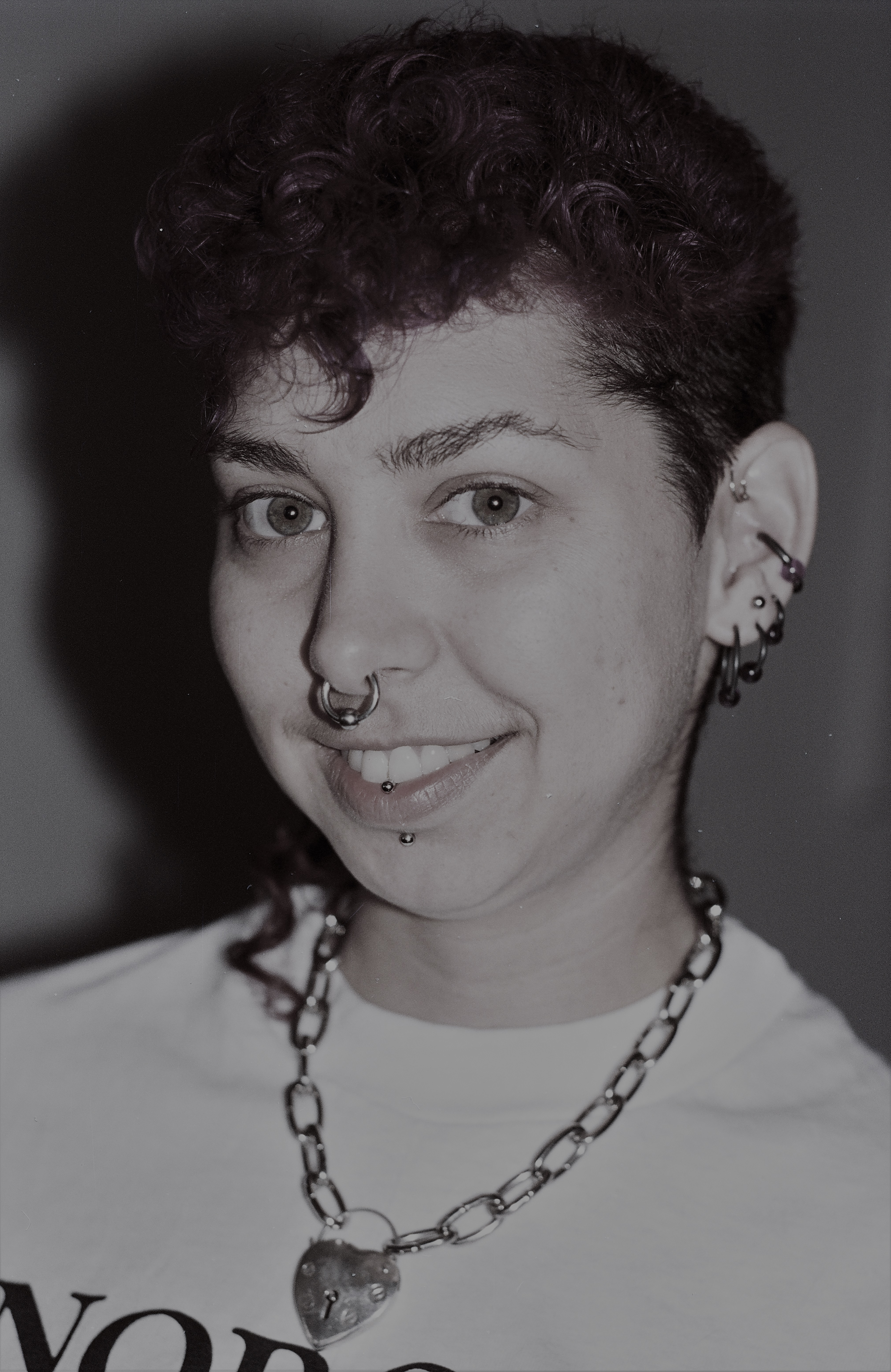
Elayne Angel nel 1983

Elayne Steinberg frequenta la Canoga Park High School e la Chatsworth High School. Nel 1982 consegue una laurea biennale in interpretariato della lingua dei segni presso il Los Angeles Pierce College. Consegue inoltre un diploma al Fashion Institute of Design & Merchandising di Los Angeles.
Elayne Angel inizia a interessarsi al piercing per caso, dopo aver incontrato una donna con un piercing al capezzolo a una fiera rinascimentale nel 1981. Grazie a questo incontro, Elayne Angel entra a far parte della comunità delle modificazioni corporee e inizia a lavorare presso il celebre studio di piercing The Gauntlet, all'epoca il primo e unico studio di body piercing negli Stati Uniti. Durante il periodo in cui lavora presso The Gauntlet, presta servizio come piercer nelle filiali di Los Angeles, New York e San Francisco. È la prima persona a ricevere il certificato di Master Piercer dal fondatore di The Gauntlet, Jim Ward, il 1° dicembre 1992. Il suo contributo tecnico al campo del piercing comprende l'invenzione di diversi dispositivi e tipologie di piercing, tra cui il fourchette e il lorum, oltre ad aver reso popolare il piercing della lingua.
Nel dicembre 1993 Elayne Angel apre il proprio studio di piercing, Rings of Desire, nel Quartiere Francese di New Orleans, in Louisiana. Rings of Desire è il primo studio di piercing a ottenere la licenza statale dal Dipartimento della Salute della Louisiana. Elayne Angel contribuisce alla stesura della normativa relativa al piercing in Louisiana, nonché alla formazione dei professionisti che lo praticano. In tale veste, la Angel ha realizzato una ricerca per l'Università dell'Alabama del Sud sulla relazione tra soddisfazione sessuale femminile e piercing verticale al cappuccio del clitoride. I risultati positivi sono stati pubblicati sulla rivista scientifica American Journal of Obstetrics and Gynecology. Durante il suo periodo a New Orleans, apre, insieme a Justine Roig, un negozio di accessori per cani di piccola taglia chiamato Chiwawa Gaga.
Dopo l'uragano Katrina del 2005, Elayne Angel decide di chiudere il suo studio di New Orleans trasferendosi a Mérida, nello stato di Yucatán, in Messico. Nel marzo 2009 viene pubblicato il suo libro The Piercing Bible. The Definitive Guide to Safe Body Piercing, per conto della casa editrice Crossing Press, di Berkley, in California. Sebbene Elayne Angel viva in Messico, lavora principalmente a livello internazionale come piercer ospite e formatrice di piercing. Dal 2005 al 2018 Elayne Angel cura una rubrica sul piercing per la rivista specializzata del settore della body art, Pain Magazine.

## Vita privata
Elayne Angel è stata sposata tre volte. Il primo marito è stato il regista di film pornografici Ernest Greene, conosciuto anche come Ira Levine e che in seguito sposerà l'attrice pornografica Nina Hartley. Elayne Angel ed Ernest Greene si sposano a Century City, in California, il 14 febbraio 1987, e divorziano nel 1988. Successivamente Elayne Angel sposa in seconde nozze il tatuatore britannico Alex Binnie nel 1991. Il matrimonio si conclude con il divorzio nel 1996.
Nel 2003 Elayne Angel sposa l'attore pornografico transgender Buck Angel, a New Orleans, Louisiana. I due divorziano in seguito a una controversie legale nel 2014, in cui Elayne Angel sostiene che lui non ha diritto agli alimenti a causa del suo orientamento sessuale, secondo la legge della Louisiana. Elayne Angel perde la causa in un tribunale della California.
Elayne Angel è nota per il grande tatuaggio delle ali d'angelo che ha impresso sulla schiena. L'ala in basso a destra è interrotta da un cuore con una scritta slave (lett. "schiavo"). Questo disegno, che ha ispirato il logo del suo studio di piercing, è stato registrato come service mark negli Stati Uniti, con n. 2.645.270, rilasciato il 5 novembre 2002, ed è stato realizzato nel 1987 da Bob Roberts dello studio Spotlight Tattoo di Los Angeles, in California. La registrazione è stata in seguito annullata perché non è stata rinnovata. Dopo aver ottenuto il service mark per questo disegno, il tatuatore Joey Gallagher, su consiglio del suo avvocato, ha aggiunto una "R" cerchiata sul suo gluteo destro. Oltre al suo tatuaggio distintivo, Elayne Angel ha molti piercing e tatuaggi.

## Filmografia

### Attrice

#### Cinema
- Mr. Angel, regia di Dan Hunt - documentario (2013)
- Rituals of Life: The Phuket Vegetarian Festival, regia di Paul R. King - cortometraggio (2005)

#### Televisione
- MTV News: The Social History of Piercing, regia di Jessica Chesler - documentario TV (2003)
- La vita segreta delle donne (Secret Lives of Women) - serie TV, 4 episodi (2008)

### Produttrice
- Sexing the Transman, regia di Buck Angel (2011)

## Libri
- (EN) Elayne Angel, The Piercing Bible. The Definitive Guide to Safe Body Piercing, 1ª ed., Berkley, California, Crossing Press, 2009, ISBN 978-1580911931.
  - (EN) Elayne Angel e Jef Saunders, Piercing Bible, Revised and Expanded. The Definitive Guide to Safe Piercing, Berkley, California, Ten Speed Press, 2021, ISBN 9781984859327.

### Libri
- (EN) Valerie Vale e Andrea Juno (a cura di), Modern Primitives. An Investigation of Contemporary Adornment & Ritual, Re/Search Publications, 1989, ISBN 978-0-940642-14-0.
- Valerie Vale e Andrea Juno (a cura di), ReSearch. Tatuaggi corpo spirito, Apogeo, 1994, ISBN 88-7303-077-7.
- (EN) Jim Ward, Running the Gauntlet. An intimate history of the modern body piercing movement, West Hollywood, Gauntlet Enterprises, 2011, ISBN 978-0988851603.
- (EN) Jim Ward, Running the Gauntlet. An intimate history of the modern body piercing movement, Ward, Inc., 2013, ISBN 9780988851603.

### Articoli
- (EN) Vaughn S. Millner, Bernard H. Eichold, Thomasina H. Sharpe e Sherwood C. Lynn Jr., First glimpse of the functional benefits of clitoral hood piercings (abstract), in American Journal of Obstetrics and Gynecology, vol. 193, n. 3, settembre 2005, DOI:10.1016/j.ajog.2005.02.130.